# Voedselovergevoeligheid
Voedselovergevoeligheid is een verzamelterm voor alle overgevoeligheidsreacties op voedsel (voedselallergie en -intolerantie).

Sinds 2003 hanteert de 'World Allergy Organization' (WAO) een nomenclatuur, volgens welke voedselovergevoeligheid wordt ingedeeld in enerzijds voedselallergie en anderzijds niet-allergische voedselovergevoeligheid.
Bij voedselallergie veroorzaakt een voedingsbestanddeel een reactie van het immuunsysteem. Alle niet-allergische voedselovergevoeligheden, zoals voedselintolerantie, hebben een andere oorzaak.
Een belangrijk kenmerk van voedselallergie en -intolerantie is dat klachten en symptomen in veel gevallen pas laat na het nuttigen van voedselallergenen optreden. Reacties kunnen zelfs 24 tot 48 uur op zich laten wachten. De relatie tussen voedingsmiddelen en de klachten ontgaat de patiënt dan ook vaak.